# Radoslaw Schandarow
Radoslaw Schandarow (bulgarisch Радослав Шандаров; englisch Radoslav Shandarov; * 11. Juli 1996 in Sofia) ist ein bulgarischer Tennisspieler.

## Karriere
Radoslaw Schandarow hat zwischen 2013, das Jahr, in dem er sein erstes Turnier spielte, und 2017 14 Turniere – ausschließlich im Doppel – gespielt. Alle davon auf der drittklassigen ITF Future Tour und meist mit seinem älteren Bruder Wassil (* 1991). Dabei konnte er lediglich drei Matches gewinnen.
Im Februar 2018 bekam er mit seinem Bruder einen Platz beim ATP-World-Tour-Turnier in Sofia in der Doppelkonkurrenz. Sie sind dabei kurzfristig als Ersatz für eine andere Paarung nachgerückt (Alternates) und verloren deutlich in der ersten Runde in zwei Sätzen gegen Maximilian Marterer und João Sousa. In der Weltrangliste stand er dank eines Future-Halbfinals im Doppel Ende 2017 auf Rang 1465, im Einzel war er bislang weder platziert noch hat er ein Profiturnier gespielt.